# Kaôh Kŏng
Kaôh Kŏng (khm. ក្រុងកោះកុង) – miasto w zachodniej Kambodży, stolica Kaôh Kŏng. Leży u ujścia rzeki Kah Bpow do Zatoki Tajlandzkiej, blisko granicy z Tajlandią. Liczy 29 329 mieszkańców (1998). W mieście znajduje się port lotniczy Kaoh Kong.